# مرا ببخش (فیلم ۱۹۴۲)
مرا ببخش عنوان انتخاب شده در ایران، برای فیلم برف روی ردپاها (به فرانسوی: La neige sur les pas) است. این فیلم یک فیلم درام فرانسوی به کارگردانی آندره برتمیو و با بازی پیر بلانچار ، میشل آلفا و ژرژ لان است که در سال ۱۹۴۲ (۱۳۲۰ خورشیدی) منتشر شد.
این فیلم بر اساس رمانی با همین عنوان نوشته هنری بوردو در سال ۱۹۱۱ ساخته شده است. طراحی صحنه فیلم توسط کارگردان هنری رابرت جوردانی انجام شده است. پیش از این در سال ۱۹۲۳ نیز از این رمان برای فیلم صامت «برف روی ردپاها» اقتباس شده بود.
مرا ببخش اولین‌ فیلم‌ خارجی‌ دوبله‌ شده در ایران می‌باشد که در استودیوی‌ «ایران‌ نوفیلم‌» دوبله‌ شد و در شهریور ۱۳۲۷ نمایش داده شد. پیش از این دو فیلم دختر فراری و دختر کولی که در ترکیه دوبله شده بودند در سال ۱۳۲۵ در ایران به نمایش در‌آمدند.

## بازیگران
- پیر بلانشار در نقش مارک رومانای
- میشل آلفا در نقش ترز رومانای
- ژرژ لان در نقش آندره نورانس
- ژوسلین گائل در نقش سیمون نورانس
- لاین نورو در نقش دایه، معلم سرخانه
- پاولین کارتون در نقش مدیر پانسیون
- مارسل پرینس در نقش مادر مادام رومانای
- گاستون ژاکه در نقش موناستیه
- ژان تولو در نقش راهب ارشد صومعه
- روبرت آرنو در نقش ژولیت
- روبرت دالبان

## دوبله فیلم در ایران[۴][۵]
پس از تاسیس استودیو «ایران‌ نوفیلم‌» در سال ۱۳۲۴ و انجام فعالیتهایی، سرانجام در سال ۱۳۲۵، فیلم فرانسوی برف روی ردپاها توسط سانار خاچاطوریان (موسسه دیانا فیلم)، آشتیانی و سالکی برای دوبله در اختیار این استودیو قرار می‌گیرد. دیالوگهای این فیلم را دکتر میرسپاسی از فرانسه به فارسی ترجمه کرد. عطاءالله زاهد که در آن زمان در تئاتر دهقان فعال بود به عنوان مدیر دوبلاژ انتخاب شد و با همکاری هوشنگ کاوه سیلا‌ب‌شماری و لب‌زنی فیلم را انجام دادند. بعد از آن با برگزاری کلاسهایی مشغول جذب و آموزش علاقه‌مندان دوبله در ایران شدند. همچنین برای اولین بار موسیقی انتخابی توسط زاهد برای این فیلم به کار گرفته شد.
در نهایت عطاءالله زاهد به‌جای پیر بلانشار و هشت شخصیت فرعی دیگر گویندگی کرد. مهین دیهیم بجای میشل آلفا و مهری عقیلی بجای دیگر نقش اصلی زن را گویندگی کرد. دیگر گویندگان این فیلم اسدالله پیمان، امیرحسین دهلوی، منصور مبینی، زری ودایان، مهدی رئیس فیروز، پورزنجانی، حسن خاشع (بازیگران تئاتر سعدی)، هوشنگ کاوه و ایرج دوستدار بودند. همچنین برای گویندگی به جای بچه‌های فیلم، از خواهر پنج ساله امیرحسين دهلوى (ايراندخت امام/ دهلوی) و شهین کاوه، خواهر کوچک هوشنگ کاوه استفاده شد. گفتنی‌ است‌ دوبله‌ این‌ فیلم‌ نزدیک به‌ یک سال‌ طول‌ می‌كشد.

## نمایش فیلم در ایران
فیلم مرا ببخش در شهریور سال‌ ۱۳۲۷ در سینما دیانا و سینما پارک (پارس) به‌ نمایش‌ عمومی‌ درمی‌آید.

## دیگر منابع
- اوشرویتس، داینا و هیگینز، مری الن. از الف تا ی سینمای فرانسه انتشارات اسکرکرو، ۲۰۰۹.

## پیونده به بیرون
- مرا ببخش در بانک اطلاعات اینترنتی فیلم‌ها (IMDb)